# Кровавый кулак 6: Под землёй
«Кровавый кулак 6: Под землёй» (англ. Bloodfist 6: Ground Zero) — фильм.

## Сюжет
Ник Корриган доставляет на военную базу некий пакет. В этот момент на базу нападает террористическая группировка. Они намереваются обстрелять крупные города в стране ядерными ракетами. Сержант Ник Корриган пытается спасти страну и борется против террористов.

## Создатели фильма

### В ролях
- Дон Уилсон — Ник Корриган
- Маркус Аурелиус — Сабиан
- Майкл Блэнкс — Ахмад
- Энтони Бойер — Миллер
- Леонард О. Тернер — полковник Бриггс
- Робин Кёртис — майор Мэрин
- Кэт Сассун — Тори
- Джонатан Фуллер — Фоукс
- Берт Ремсен — старик

### Съёмочная группа
- Режиссёр — Рик Джейкобсон
- Авторы сценария — Брендан Бродерик, Роб Кершнер
- Продюсер — Майк Эллиотт
- Исполнительный продюсер — Роджер Корман
- Редактор — Джон Гилберт
- Композитор — Джон Р. Грэм, Дж. Эрик Шмидт
- Оператор — Майкл Галлахер